# Bretagne-d'Armagnac
Bretagne-d'Armagnac è un comune francese di 400 abitanti situato nel dipartimento del Gers nella regione dell'Occitania.

## Società

### Evoluzione demografica
Abitanti censiti